# Чепъю
Чепъю — река в России, течёт по территории Удорского района Республики Коми. Левый приток реки Йирва.
Длина реки составляет 13 км. 
Исток реки находится в болоте Чепьюйвнюр. Впадает в Йирву юго-восточнее деревни Кривушево сельского поселения Глотово.

## Данные водного реестра
По данным государственного водного реестра России относится к Двинско-Печорскому бассейновому округу, водохозяйственный участок реки — Мезень от истока до водомерного поста у деревни Малонисогорская. Речной бассейн реки — Мезень.
Код объекта в государственном водном реестре — 03030000112103000043742.